# كريس ريغوت
كريستوفر مارك ريغوت (بالإنجليزية: Chris Riggott)‏، من مواليد 1 سبتمبر 1980 في ديربي في إنجلترا، لاعب كرة قدم إنجليزي.
بدأ مسيرته الكروية مع نادي ديربي كونتي في عام 1999، ولعب معهم حتى عام 2003، وشارك معهم في 91 مباراة وسجل 5 أهداف، ومنذ عام 2003 وهو يلعب مع نادي ميدلزبره.

## روابط خارجية
- كريس ريغوت على موقع قاعدة بيانات كرة القدم.إي يو (الإنجليزية)
- كريس ريغوت على موقع Soccerbase.com (لاعب) (الإنجليزية)
- كريس ريغوت على موقع عالم كرة القدم.نت (الإنجليزية)
- كريس ريغوت على موقع كووورة